# Nordendorf
Nordendorf est une commune allemande de Bavière située dans l'arrondissement d'Augsbourg et le district de Souabe.

## Géographie

Situation de Nordendorf dans l'arrondissement d'Augsbourg.

Nordendorf est située sur la Schmutter, affluent du Danube, à 26 km au nord d'Augsbourg. Nordendorf est le siège d'une communauté d'administration qui regroupe les six communes de Allmannshofen, Ehingen, Ellgau, Kühlenthal, Nordendorf et Westendorf. Cette communauté, créée le 1er mai 1978 comptait 7 429 habitants en 2006 pour une superficie de 54,80 km2.
Communes limitrophes (en commençant par le nord et dans le sens des aiguilles d'une montre) : Allmannshofen, Ellgau, Westendorf, Kühlenthal et Ehingen.

## Histoire
Les fouilles entreprises lors de la construction de la ligne de chemin de fer au XIXe siècle ont permis de trouver les traces d'un village alaman datant du milieu du VIe siècle mais la première mention écrite de Nordendorf date de 1213.
Le village est le siège d'un château appartenant aux évêques d'Augsbourg. Ce château est détruit par les Wittelsbach en 1268. un nouveau château est construit en 1560 (il sera brûlé en 1862) et, en 1580, le village devient la propriété des Fugger.
Nordendorf a fait partie de l'arrondissement de Donauworth jusqu'en 1972.

## Démographie
| 1840 | 1871 | 1900 | 1925 | 1939 | 1950  | 1961  | 1970  | 1987  |
| ---- | ---- | ---- | ---- | ---- | ----- | ----- | ----- | ----- |
| 469  | 552  | 624  | 791  | 815  | 1 259 | 1 398 | 1 652 | 1 982 |

| 2000  | 2005  | 2009  | - | - | - | - | - | - |
| ----- | ----- | ----- | - | - | - | - | - | - |
| 2 184 | 2 284 | 2 214 | - | - | - | - | - | - |

## Jumelage
- Biesles (France) depuis 1973, dans la Haute-Marne (région Grand-Est).